# Coracina dispar
El oruguero de las Kai (Coracina dispar) es una especie de ave paseriforme de la familia Campephagidae endémica de Indonesia.

## Distribución y hábitat
Se distribuye por los archipiélagos de la provincia indonesia de molucas: las islas Kai, Tanimbar y otra islas pequeñas del este de las islas menores de la Sonda y de las Molucas meridionales. Su hábitat natural son los bosques húmedos tropicales de tierras bajas.
Se encuentra amenazada por pérdida de hábitat.